# KRIF Hockey
KRIF Hockey är en ishockeyklubb från Ronneby kommun i Blekinge. Föreningen bildades den 6 juni 1974 då hockeysektionerna i Kallinge SK och Ronneby BK slogs ihop till Kallinge-Ronneby IF. Vid årsmötet 2020 beslutade man att byta namnet till KRIF Hockey. Representationslaget spelar i Hockeyettan sedan man den 30 mars 2011 säkrat en andraplats i kvalserien. Två gånger sedan dess har man deltagit i kvalserien till Hockeyallsvenskan – 2012 och 2014.
Hemmaarenan heter Soft Center Arena  och byggdes 1974 under namnet Kockumhallen. Supporterklubben heter White Angels.

## Säsonger
| Säsong              | Division            | Placering           | Vårserie              | Kval/Playoff                                                      |
| Kallinge/Ronneby IF | Kallinge/Ronneby IF | Kallinge/Ronneby IF | Kallinge/Ronneby IF   | Kallinge/Ronneby IF                                               |
| ------------------- | ------------------- | ------------------- | --------------------- | ----------------------------------------------------------------- |
| 2003/2004           | Division 2 Södra B  | 3                   |                       | 3:a i Kvalserie södra B till Division 1                           |
| 2004/2005           | Division 2 Södra B  | 3                   |                       | 5:a i Kvalserie B till Division 1                                 |
| 2005/2006           | Division 2 Södra B  | 6                   |                       | Förlorar mot Kungälv i Play Off 1                                 |
| 2006/2007           | Division 2 Södra B  | 3                   |                       | Förlorar mot Kållered i Play Off 1                                |
| 2007/2008           | Division 2 Södra C  | 3                   |                       | Förlorar mot Mjölby i Play Off 1                                  |
| 2008/2009           | Division 2 Södra C  | 10                  |                       | 1:a i Kvalserie Södra D Division 2                                |
| 2009/2010           | Division 2 Södra C  | 4                   |                       | Playoff: Besegrar Nittorp, 1:a i förkvalsserien, 3:a i kvalserien |
| 2010/2011           | Division 2 Södra B  | 3                   |                       | 2:a i kvalserien, uppflyttade                                     |
| 2011/2012           | Division 1F         | 3                   | 3:a i Allettan Södra  | Playoff: Besegrar Tranås, Enköping och Nyköping 6:a i kvalserien  |
| 2012/2013           | Division 1F         | 1                   | 3:a i Allettan Södra  | Playoff: Besegrar Halmstad, utslagna av Huddinge                  |
| 2013/2014           | Division 1F         | 2                   | 2:a i Allettan Södra  | Playoff: Besegrar Östersund och Sundsvall 5:a i kvalserien        |
| 2014/2015           | Hockeyettan Södra   | 6                   | 2:a i Allettan Södra  | Playoff: Utslagna av Tingsryd                                     |
| 2015/2016           | Hockeyettan Södra   | 4                   | 6:a i Allettan Södra  |                                                                   |
| 2016/2017           | Hockeyettan Södra   | 5                   | 5:a i Allettan Södra  | Playoff: Besegrar Borlänge, utslagna av Visby                     |
| 2017/2018           | Hockeyettan Södra   | 1                   | 4:a i Allettan Södra  | Playoff: Besegrar Köping och Boden, utslagna av Piteå             |
| 2018/2019           | Hockeyettan Södra   | 3                   | 1:a i Allettan Södra  | Playoff: Utslagna av Tranås                                       |
| 2019/2020           | Hockeyettan Södra   | 3                   | 6:a i Allettan Södra  | Playoff: Utslagna av Vimmerby                                     |
| KRIF Hockey         |                     |                     |                       |                                                                   |
| 2020/2021           | Hockeyettan Södra   | 8                   | 5:a i Vårettan Södra  | 2:a i Kvalserien södra till Hockeyettan                           |
| 2021/2022           | Hockeyettan Södra   | 6                   | 5:a i Vårettan Södra  |                                                                   |
| 2022/2023           | Hockeyettan Södra   | 9                   | 2:a i Vårettan Södra  | Play in: Utslagna av Borås                                        |
| 2023/2024           | Hockeyettan Södra   | 5                   | 10:a i Allettan Södra | Nerflyttade.                                                      |
| 2024/2025           | Hockeytvåan Södra B | 5                   | 4:a i Alltvåan Södra  | Playoff: Besegrade av HA74, utslagna av Bäcken                    |

Data från mallen ovan är hämtade från Elite Prospects

Anmärkningar
1. ↑  Efter säsonges slut tvångsnedflyttades KRIF till Hockeytvåan efter att ha nekats elitlicens.[6]

## Spelare
Före detta Elitseriespelaren och NHL-spelaren Anders Broström, som bl.a. representerat Boston Bruins, Frölunda HC och Tingsryds AIF har KRIF som moderklubb. Förre NHL-proffset Robert Burakovsky, kom till klubben hösten 2009 och blev genast en publikfavorit. Han var en stark bidragande orsak till att KRIF Hockey nådde kvalserien till division 1. Sebastian Ottosson, 21 år och forward, har KRIF Hockey som moderklubb. Nedan finns en lista med ytterligare några framgångsrika spelare:
- Alexander "Ladden" Ingemarsson - forward
- Anders Pettersson – back
- Arto Miettinen – forward
- Darren Treloar – forward
- Johan Hansson – forward
- Peter Jonsson – forward
- Torbjörn Karlsson – forward
- Torbjörn Svensson – målvakt
- Walter Mingotti – forward